# Benedetto Pola
Benedetto Pola (17 de abril de 1915-1 de agosto de 2000) fue un deportista italiano que compitió en ciclismo en la modalidad de pista. Ganó una medalla de oro en el Campeonato Mundial de Ciclismo en Pista de 1934, en la prueba de velocidad individual.

## Medallero internacional
| Campeonato Mundial | Campeonato Mundial | Campeonato Mundial | Campeonato Mundial       |
| Año                | Lugar              | Medalla            | Competición              |
| ------------------ | ------------------ | ------------------ | ------------------------ |
| 1934               | Leipzig (Alemania) | Medalla de oro     | Velocidad individual (A) |